# Greta umbrosa
Greta umbrosa är en fjärilsart som beskrevs av Richard Haensch 1903. Greta umbrosa ingår i släktet Greta och familjen praktfjärilar. Inga underarter finns listade i Catalogue of Life.